# プログレスM-47
プログレスM-47はロシア連邦宇宙局が国際宇宙ステーション(ISS)の補給のために2003年に打ち上げたプログレス補給船。NASAではProgress 10、10Pなどとも称する。型式はプログレス-M (11F615A55)型で、シリアル番号は247であった。
コロンビア号空中分解事故後、最初にISSに打ち上げられた宇宙機である。事故は打ち上げ前日に起こっており、これによってしばらくの間ISSへのシャトルが飛行中止となり、人員・物資の輸送などはソユーズとプログレスに頼ることと生った。

## 運用
プログレスM-47は2003年2月2日12時59分40秒(GMT)にバイコヌール宇宙基地1/5発射台からソユーズ-Uで打ち上げられた。2日後の2月4日14時49分4秒(GMT)にISSのズヴェズダモジュールAftポートにドッキングした。
ドッキングは7ヶ月間継続され、プログレスM-48の到着に備えて2003年8月27日22時48分8秒(GMT)にドッキングを解除した。翌日の28日1時49分(GMT)に軌道を離脱し、太平洋上の大気圏で燃焼させられ、2時37分46秒(GMT)ごろに燃え残りが海上に落下した。

## 搭載貨物
第6次長期滞在や第7次長期滞在のクルーのための食料、水、酸素などや化学実験用の装置類を搭載していた。

## 註
1. 1 2  McDowell, Jonathan. “Launch Log”.   Jonathan's Space Page. 2009年6月6日閲覧。
2. 1 2 3 4  Anikeev, Alexander. “Cargo spacecraft "Progress M-47"”.   Manned Astronautics - Figures & Facts. 2007年10月14日時点のオリジナルよりアーカイブ。2009年6月6日閲覧。
3. ↑  Wade, Mark. “Progress M”.   Encyclopedia Astronautica. 2016年7月11日閲覧。
4. ↑  Zak, Anatoly. “Progress cargo ship”.   RussianSpaceWeb. 2009年6月6日閲覧。
5. ↑  McDowell, Jonathan. “Satellite Catalog”.   Jonathan's Space Page. 2009年6月6日閲覧。